# Moldova-Sulița
Moldova-Sulița es una comuna ubicada en el distrito de Suceava, Rumania.

## Superficie
Posee una superficie de 98,94 kilómetros cuadrados.

## Demografía
Hasta 2021 la población era de 1671 habitantes, con una densidad de población de 16,89 habitantes por kilómetro cuadrado.